# Meganebu!
Meganebu! (メガネブ！ lit. Club de gafas?) es una serie de anime producida por Studio Deen y dirigida por Sōbi Yamamoto. Se basa en una serie de CD dramas lanzados por Deen entre 2011-12 y se centra un grupo de cinco estudiantes de secundaria que forman parte del denominado "Meganebu" (club de gafas) de la escuela. El anime fue estrenado por Tokyo MX el 6 de octubre de 2013.

## Argumento
La trama se centra en Akira Sōma, un fanático de las gafas que asiste al peculiar Instituto Ikemegane. El gran amor de Akira por las gafas lo lleva a formar el "Club de gafas" en su escuela y de una forma u otra obliga a sus compañeros de clase y usuarios de gafas Takuma Hachimine, Yukiya Minabe, Mitsuki Kamatani y Hayato Kimata a unirse. La serie sigue las actividades del Club de gafas y las travesuras que resultan de su pasión compartida por las gafas.

## Personajes

### Club de Gafas
Akira Sōma (相馬 鏡 Sōma Akira?)
Voz por: Kenji Akabane
Akira es un estudiante de segundo año y el presidente del club de gafas. Comienza el club con la esperanza de fabricar gafas de rayos X, aunque con poco éxito. Es un gran apasionado de las gafas y los que los usan, odiando a cualquiera que no lleva gafas (a quienes llama "no-gafas"). Lleva gafas cuadradas.
Mitsuki Kamatani (鎌谷 光希 Kamatani Mitsuki?)
Voz por: Kōki Miyata
Mitsuki es un miembro de primer año. Idolatra a Akira y parece estar enamorado de este, sin embargo, no parece llevarse bien con Hayato puesto que sus gafas son falsas. Lleva gafas de baja montura.
Takuma Hachimine (鉢嶺 拓磨 Hachimine Takuma?)
Voz por: Atsushi Tamaru
Takuma asiste a la clase que Akira y Yukiya. Es un muchacho alegre pero despistado, y es un ávido consumidor de profiteroles. También tiende a dormir mucho. Lleva gafas tipo Wellington.
Yukiya Minabe (三鍋 友紀也 Minabe Yukiya?)
Voz por: Jun'ichi Suwabe
Yukiya es el mejor amigo de la infancia de Akira. Él es de voz suave y siempre tiene su YPad (una parodia del iPad) con él. Lleva gafas de media montura.
Hayato Kimata (木全 隼人 Kimata Hayato?)
Voz por: Ryōhei Kimura
Hayato es otro miembro de primer año. No es más que un miembro provisional del club porque lleva gafas falsas, y se burlaron de él por esto. Lleva gafas cuadradas ovaladas que solían pertenecer a su fallecido padre.

### Consejo estudiantil
William Satō (佐藤 ウィリアム Satō Uiriamu?)
Voz por: Noriaki Sugiyama
William es un estudiante de tercer año y presidente del consejo estudiantil. Es mitad japonés y mitad británico, y también sufre de dolores estomacales crónicos. Lleva gafas redondas de montura de titanio.
Lorenzo Watanabe (渡辺 ロレンツォ Watanabe Rorentsuo?)
Voz por: Mitsuaki Madono
Lorenzo es el vicepresidente del consejo estudiantil. Es mitad japonés y mitad alemán. Tiene una personalidad sádica cuando se trata de Satou.
Maximillian Takahashi (高橋 マクシミリアン Takahashi Makushimirian?)
Voz por: Daisuke Kishio
Maximillian es un miembro de segundo año del consejo estudiantil. Es mitad japonés y mitad italiano. Le encanta el escenario y tiende a reaccionar de forma exagerada a ciertas situaciones.
Tōru Suzuki (鈴木 徹 Suzuki Tōru?)
Voz por: Chihiro Suzuki
Toru es un miembro de segundo año del consejo estudiantil y el único que es totalmente japonés. Lo apodan #3 por sus compañeros de clase y odia a Akira por haberle dado ese apodo. Lleva gafas de ojo de gato.
Antonio Tanaka (田中 アントニオ Tanaka Antonio?)
Voz por: Mitsuo Iwata
Antonio es un miembro de primer año del consejo estudiantil. Es mitad japonés y mitad brasileño. Es dueño de una personalidad alegre, pero no tiene buenas habilidades japonesas.

### Maestros
Hotaka Shirogane (白銀 穂貴 Shirogane Hotaka?)
Voz por: Hiroki Yasumoto
Tutor de la clase 2-E y consejero del club de gafas. Lleva gafas sin montura de metal.
Kyousuke Hariu (針生 恭介 Hariu Kyosuke?)
Voz por: Hiroki Takahashi
Profesor ayudante en la Clase 2-E.

### Otros
Hikaru Sōma (相馬 輝 Sōma Hikaru?)
Voz por: Atsushi Kōsaka
Hikaru es el hermano menor de Akira que va a una escuela diferente.
Satoru Hachimine (鉢嶺 智 Hachimine Satoru?)
Voz por: Akira Ishida
Satoru es el hermano mayor de Takuma, quien trabaja como diseñador de moda.
Shinji Hachimine (鉢嶺 信司 Hachimine Shinji?)
Voz por: Showtaro Morikubo
Shinji es el hermano mayor de Takuma, quien trabaja como modelo.
Tetsu Asahina (朝比奈鉄 Asahina Tetsu?)
Voz por: Hiroki Tōchi
Dueño de Café Tet-chan y antiguo alumno de la escuela.

## Media

### Anime

#### Lista de episodios
| # | Título | Estreno                 |
| --- | --- | ----------------------- |
| 01 | «Nosotros no usamos gafas como corrector de visión o un accesorio de moda (...) Este es nuestro Club de Gafas» «megane o tada no shiryoku kyōsei aitemu, mata moteaitemu to shitede wanaku (...) Shite iru waga megane-bu» (メガネをただの視力矯正アイテム、またモテアイテムとしてではなく(...) している我がメガネ部) | 6 de octubre de 2013    |
| El Club de Gafas (compuesto por cinco chicos: Akira, Mitsuki, Takuma, Yukiya y Hayato) están decididos a crear con éxito un par de gafas de rayos X en el tiempo para la prueba de la visión de la escuela, con el fin de ver a la enfermera dando la prueba desnuda. | |                         |
| 02 | «Cualquier hombre que lleve gafas no puede ser un hombre malo / Las monturas más fuertes» «megane o kakete iru otoko ni warui otoko wa inai / nau saikyō furēmu» (メガネをかけている漢に悪い漢はいない／なう最強フレーム)                                                                                             | 13 de octubre de 2013   |
| Parte 1: Al limpiar la antigua sala de club, Hayato encuentra unos álbumes de fotos del Club de Gafas y recuerda cuando vio el Club de Gafas por primera vez en la ceremonia de entrada. Parte 2: Después de poner a prueba la fuerza del marco de las gafas después de la escuela, Yukiya tiene algo de mala suerte en su camino a la casa de Akira. | |                         |
| 03 | «Espero que terminen las gafas de rayos X» «sukesuke megane, kansei suru to ii ne» (スケスケメガネ、完成するといいね) | 20 de octubre de 2013   |
| El Club de Gafas decide cambiar todos los relojes de la escuela pot relojes de 55 minutos para que las clases pueden terminar más pronto. Cuando se cambian el reloj de la sala de emisión, Hayato encuentra una puerta detrás del reloj con un par de viejas gafas Ray-Bans de sol ocultos allí. Más tarde, en el salón del club, Yukiya termina un nuevo par de gafas de rayos X, pero en lugar de ser capaz de ver a través de objetos, son capaces de ver el fantasma de un estudiante que vivía en las gafas de sol, Koichi Mochizuki. | |                         |
| 04 | «¡Esto es lo que significa llevar gafas de verdad! / Las gafas son un reflejo de quién eres realmente» «kore ga honmono no megane nanda yo! / megane wa kokoro de ari onore jishin» (これが本物のメガネなんだよ！/メガネは心であり己自身)                                                                             | 27 de octubre de 2013   |
| Parte 1: Mitsuki descubre la sonrisa perfecta, recuerda la primera vez que vio a Akira en la ceremonia de entrada, y trata de evitar que Akira rompa las leyes del Club de Gafas. Parte 2: Takuma tiene problemas para cuidar de sus gafas, haciendo que se rompan. | |                         |
| 05 | «Incluso si es así, no se lo dirá a ningún idiota de gafas falsas / Es un limpiador ultrasónico para gafas con cristales» «atte mo datemegane nanka ni iu wake nai / lenzu atte no chōonpasenjōki» (あってもダテメガネなんかに言うわけない/レンズあっての超音波洗浄機)                                                | 3 de noviembre de 2013  |
| Parte 1: el miedo a los insectos de Akira le impide hacer un mandado para el Sr. Shirogane e ir al club a tiempo. Parte 2: El club pone a prueba su nuevo modelo de gafas de rayos X por encender una bicicleta de cinco personas. Cuando falla, se van de un paseo en bicicleta, y, finalmente, quedar atrapados en la lluvia. | |                         |
| 06 | «MR» | 10 de noviembre de 2013 |
| Akira realiza una MR (megane lens) una inspección para probar la calidad de las lentes de los miembros del club. Posteriormente, encuentran un folleto publicitario de Gafas Celeb, un nuevo tipo de limpiador de gafas. El club va por toda la ciudad tratando de comprar uno, pero se agotó en todas las farmacias que visitan. Lo que no saben, que este es un plan por el Consejo Estudiantil de su escuela. | |                         |